# Digestion UV
Pour les articles homonymes, voir Digestion (homonymie).
La digestion UV est une technique utilisée en chimie organique, et permettant de détruire la matière organique d'un échantillon par oxydation de celui-ci. La digestion UV est généralement utilisée quand l'échantillon n'est pas trop chargé en matière organique ; sinon, une digestion acide peut également être utilisée.
Cette technique peut être utilisée (liste non exhaustive) :
- en amont d'une polarographie par redissolution anodique pour analyse de métaux lourds dans un échantillon[1] ;
- en amont du dosage de l'azote total en échantillon aqueux[2].